# Soløje-familien
Soløje-familien (Cistaceae) er en stor familie med ca. 175 arter. Det er aromatisk duftende buske, som vokser på solåbne steder med sandet eller kalkrig bund. De har modsatte blade, og blomsterne er regelmæssige med krøllede kronblade og talrige støvdragere. Her nævnes kun de to slægter, som rummer arter, der enten er vildtvoksende eller dyrkede i Danmark.
| Slægter |

- Soløje (Helianthemum)
- Soløjetræ (Cistus)